# Lanolin
Lanolin  (udtales [lano'liˀn])  er det naturlige fedtstof i fåreuld, anvendes bl.a. til salver og cremer.